# Chasing the Beat
Chasing the Beat è un album dei Leonardo Cesari Jazz Combo, progetto di Leonardo Cesari. L'album è stato pubblicato su mercato nazionale il 12 maggio 2011.

## Tracce
1. Bossa Trainer – 4:16
2. Bro Yussef – 4:53
3. Driver's License – 3:37
4. Night Stuff – 5:20
5. The Cat – 4:29
6. Spak – 3:41
7. Effort of the Child – 4:57
8. Pink Panther's Troubles – 3:21
9. The Outsider – 2:52
10. Tea Time – 5:49

Durata totale: 43:15

## Musicisti
- Leonardo Cesari: batteria
- Gabriele Greco: contrabbasso
- Claudio Corvini: tromba
- Bruno Salicone: pianoforte
- Federico Pascucci: sax